# Guilherme Schettine
Guilherme Schettine Guimarães, noto semplicemente come Guilherme Schettine (Gama, 10 ottobre 1995), è un calciatore brasiliano, attaccante del Moreirense.

## Caratteristiche tecniche
È un centravanti.

## Carriera
Cresciuto nel settore giovanile dell'Athl. Paranaense, ha esordito in prima squadra il 18 gennaio 2014 disputando l'incontro del Campionato Paranaense pareggiato 0-0 contro il Prudentópolis.